# Planificació de transport
La planificació de transport es defineix com un projecte que estudia demandes presents i futures de mobilitat de persones i material. Aquests projectes estan precedits per estudis de moviments i necessàriament involucren els diferents mitjans de transport. Està estretament relacionat amb el camp de l'enginyeria de trànsit (transport).
La planificació és la fase fonamental del procés de desenvolupament i organització del transport, ja que és la que permet conèixer els problemes, dissenyar o crear solucions i, en definitiva, optimitzar i organitzar els recursos per enfocar-ho a l'atenció de la demanda de mobilitat. Cal destacar la importància d'assignar en els pressupostos els recursos necessaris per a la seva realització.

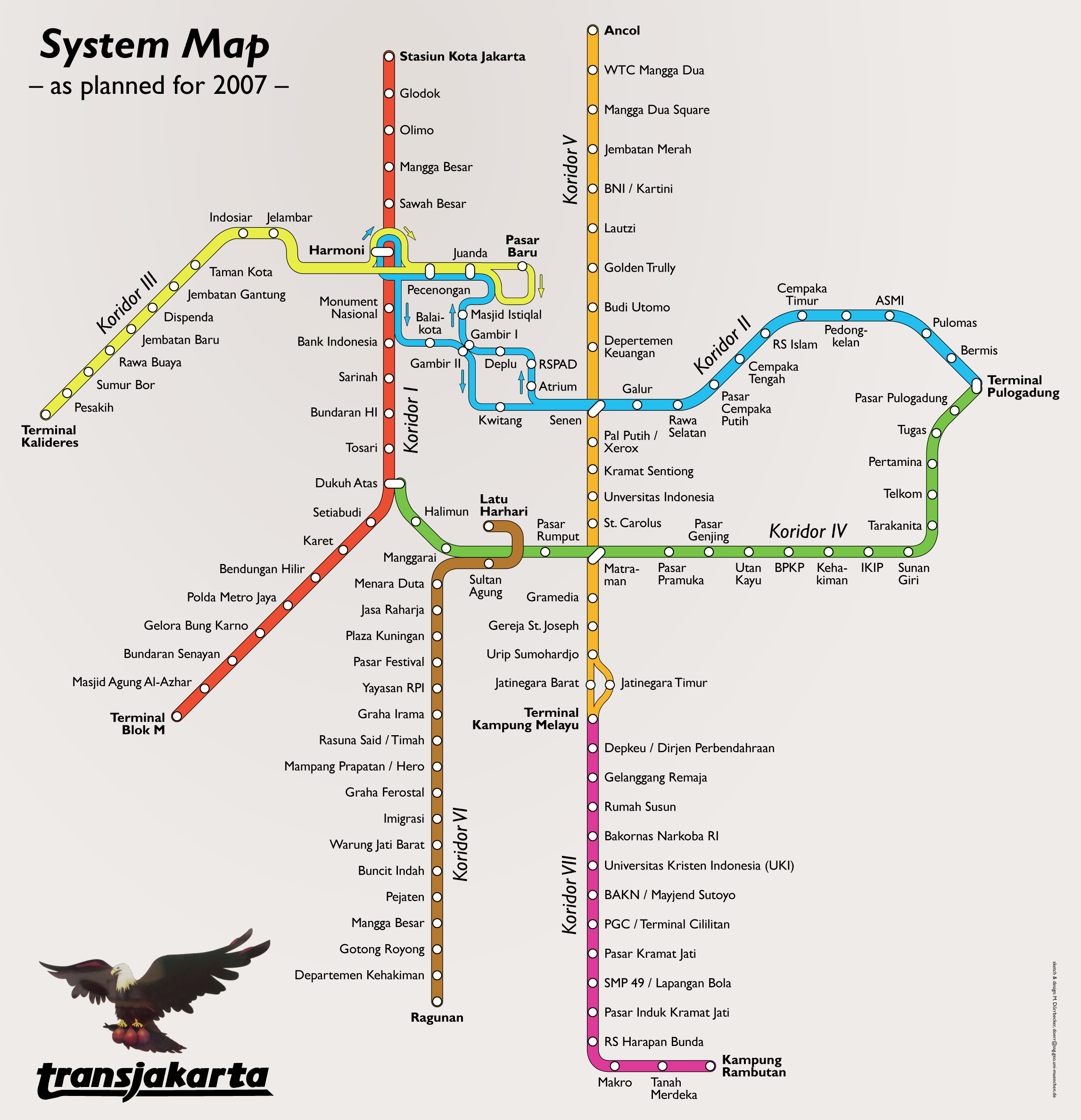
Planificació d'una xarxa de transport en un mapa.

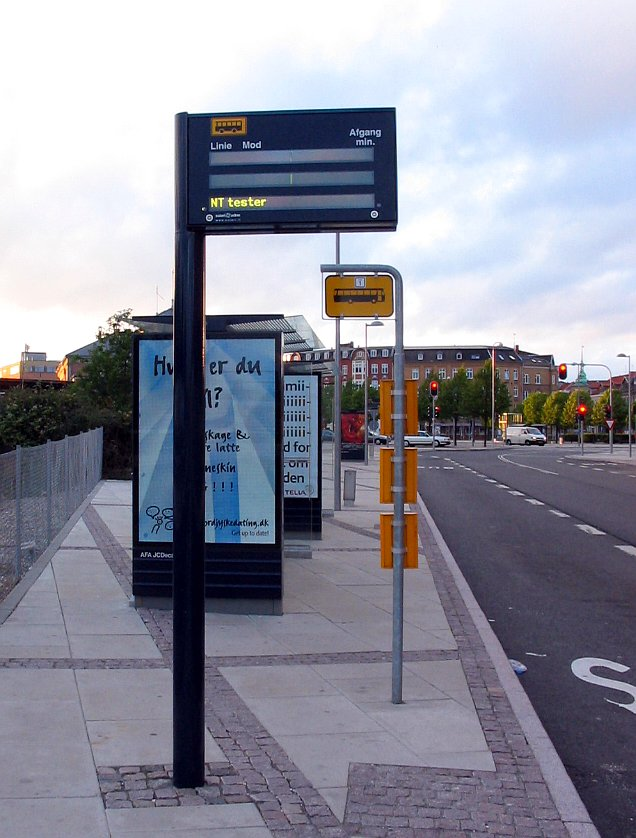
Panell Informatiu en temps real en una parada de Bus, Aalborg.

## Objectius
En la planificació del trànsit i del transport no hi ha un objectiu únic, sinó que en general hi ha diversos, la finalitat és l'obtenció d'un sistema de trànsit satisfactòriament eficient, d'acord amb el desenvolupament urbà, en què es redueixi o s'evitin la seqüela de conseqüències negatives que sol caracteritzar la circulació tant de vehicles com de vianants.
Per l'amplitud d'objectius i per involucrar una gamma considerable de variables del desenvolupament urbà referit, la planificació de transport és part important del procés continu de planificació urbana general.

## Línies de treball
Les principals línies de treball del planificador són:
- Coneixement dels diferents mitjans de transport i les seves característiques.
- Analitzar la demanda que existeix de cada mode de transport.
- Planificar les xarxes i la seva relació amb l'entorn (parades, rutes i freqüència).
- Dissenyar sistemes de prioritat per al transport públic.
- Analitzar les necessitats de les estacions (serveis, accessos, localització…).
- Estudis d'intermodalitat.
- Estudi d'impacte ambiental.
- Estratègies i planificació de transport públic.

## Recopilació de la informació
A l'hora de fer una bona planificació, amb la de dur a terme de forma eficient l'actuació en un sistema de transport, cal fer una avaluació precisa de la seva situació. Per realitzar el balanç apropiat de l'estat del transport es fa imprescindible la recopilació de tota la informació disponible, per poder, més tard, avaluar aquestes dades i obtenir una conclusió clara dels aspectes en què s'ha d'actuar, les eines o mètodes necessaris i la manera de posar en pràctica l'actuació pretesa. Conèixer la situació actual i entendre-la ajuda a predir millor el futur o situacions alternatives.
Les dades es poden recollir des de múltiples fonts que varien segons el tipus de projecte i la seva ubicació. A Espanya, una de les majors fonts de dades és l'Institut Nacional d'Estadística (INE), un organisme autònom del Ministeri d'Economia, l'objectiu és la realització d'estadístiques d'acord amb el que estableix el Pla Estadístic Nacional. Aquestes estadístiques estan a disposició dels ciutadans, empreses, investigadors, organitzacions públiques i privades, i de les administracions públiques. Són estadístiques generalment fiables, consistents i certificades que abasten tots els camps d'estudi (entorn físic, medi ambient, demografia i població, societat, economia, agricultura, indústria, serveis, etc.). A més, l'INE és responsable del cens de població i del càlcul de l'Índex de Preus al Consum (IPC). La informació d'aquest organisme es pot obtenir mitjançant diferents vies:
- Informació estadística a Internet.
- Venda de publicacions.
- Subscripció a informació per correu electrònic o fax.
- Fitxers, bancs de dades.

L'INE té un servei de "peticions a mida", mitjançant el qual és possible fer una consulta sobre el tema que s'estudia. En l'INE fan una elaboració específica segons les necessitats de l'usuari, buscant en els seus fitxers mitjançant explotacions a mida de les dades de què disposen. L'INE treballa tant a escala nacional com a escala local, fet que cal tenir en compte a l'hora de cercar i demanar informació a aquest organisme. Com s'aprecia, es poden obtenir dades clau per entendre el procés de generació i atracció de viatges, ja que moltes d'aquestes variables (població, ocupació, motorització, edat, etc.) són explicatives dels desplaçament.
També els diferents ministeris solen disposar de bases de dades, estudis propis de la seva activitat i informació diversa que es posa a disposició de diferents usuaris. Els ministeris que normalment tenen dades relatives a les activitats relacionades amb el transport són els de Foment, Economia i Medi Ambient, i en menor mesura els de Treball, Ciència i Tecnologia i el d'Administracions Públiques.
Així mateix, solen disposar de projectes i estudis de transport la majoria de les autoritats amb competències en aquesta matèria. Les comunitats autònomes recopilen informació sobre els seus territoris. En general, les dades més exhaustives pertanyen a estudis realitzats pels ajuntaments o comunitats autònomes (a través de les seves respectives Autoritats de Transport Públic, per exemple) amb ciutats de mida gran i mitjana, amb recursos per poder dur-los a terme. Precisament aquestes ciutats són les que requereixen actuacions en el sistema de transport, ja sigui per implantar per primera vegada, o bé per millorar el sistema ja existent.
Altres dades que calen per a l'estudi de la situació actual són els referents a la mobilitat. Es recorre a informació provinent d'enquestes domiciliàries de treball de camp, les quals solen estar en possessió d'organitzacions especialitzades en el sector, que podran ser d'escala nacional, regional o local, segons l'àmbit de l'estudi que s'està realitzant. També són fonts importants d'informació les estadístiques d'operadors i sectors de trànsit.
Un cop recopilada tota la informació possible, cal fer una recapitulació, veure quines dades addicionals són necessàries i, d'acord amb els terminis i capacitats pressupostàries, definir els treballs de camp o campanyes de recollida específica d'informació.

## Anàlisi socioeconòmic, marc territorial i urbanístic
Com ja s'ha indicat, territori i mobilitat estan íntimament lligats. A continuació es descriuen algunes activitats a realitzar en el procés de planificació del transport d'una àrea lligades a l'espai físic:
Delimitació de l'àrea d'estudi 
Si bé la delimitació general de l'àmbit és anterior a la recollida de la informació, per tal que aquest procés no es faci de forma indiscriminada, només quan s'ha dut a terme la recollida de tota la informació disponible es pot delimitar amb precisió l'àrea en què s'estudia l'activitat de transport. Poden ser una o diverses parts del municipi, la globalitat del mateix o una zona metropolitana que englobi diversos municipis o part d'ells.
La decisió de delimitar una àrea o una altra com l'adequada per al seu estudi depèn de múltiples factors, però els més influents són els següents:
- L'àrea d'influència del transport que s'analitzarà. Per exemple, si es vol fer un estudi d'una única línia d'autobús, metro o metro lleuger dins d'una ciutat, s'haurà de delimitar la zona d'afecció d'aquesta línia dins de la ciutat i s'haurà de relacionar amb la resta de les zones de la ciutat, però d'una manera menys profunda. Si, per contra, el que es pretén és analitzar la situació d'una manera de transport o la globalitat del transport en una regió, el més probable és que s'hagi d'observar la totalitat del municipi o de la regió.
- La distribució i disponibilitat de la informació. És important conèixer la distribució administrativa de la informació i convé ajustar-se el més possible a ella per realitzar tant la recollida de la mateixa com la difusió dels resultats d'una manera el més eficaç possible. Pot ser de gran utilitat fer en primer lloc una anàlisi de com està recopilada la informació, ja que resulta molt tediós i difícil redistribuir les dades en unes zones delimitades aleatòriament.

En la major part dels casos, en l'àmbit no s'inclou el lloc de residència dels usuaris del transport, els quals poden estar utilitzant les infraestructures i serveis del mateix encara sense residir en ell, però que solen ser incorporats a l'anàlisi. En aquest sentit cal destacar la interrelació existent entre l'àmbit d'estudi i els que l'envolten.
Zonificació 
És pràctica habitual dur a terme una zonificació de l'àrea d'estudi delimitada. La raó que justifica aquest procediment és, bàsicament, la d'utilitzar volums més petits d'informació i deixar els detalls de la distribució de les dades de transport per les posteriors anàlisis. Com a criteris de zonificació, es consideren fonamentalment els següents:
- Adaptació a la divisió administrativa, amb el doble objectiu de facilitar la utilització d'informació disponible en el moment de realització de les enquestes, i d'aconseguir les dades necessàries en possibles projeccions a escenaris futurs.
- Adaptació en la mesura possible a la zonificació utilitzada en enquestes anteriors o altres estudis que faciliti les comparacions d'escenaris temporals i d'actuació.
- Limitació del nombre de residents a cada zona de transport. S'analitza la distribució de la població per zones i també tenint en compte si superen àmpliament els límits de població per zona establerts (generalment se solen prendre els límits entre 3.000 i 6.000).

La zonificació que es perfila inicialment, amb les condicions anteriors, pot variar si en el procés de realització de l'estudi es considera que és necessari fer-ho. No obstant això, resulta complicat, en general, un cop se subdivideix en fases avançades el projecte.
Estructura territorial i urbanística 
Una altra informació important a tenir molt en compte és el marc territorial i urbanístic en el qual s'assenta l'àmbit que es va a analitzar, ja que aquest determina el transport i tot l'entorn socioeconòmic d'aquest.
Del medi físic s'ha d'assenyalar si hi ha litoral, si hi ha elevacions o depressions importants del terreny, si circulen rius o rierols, si hi ha parcs forestals o zones humides, parcs o jardins i tots els accidents geogràfics que es perceben ressenyables, i cal destacar quines són les seves característiques i la seva posició dins de l'àmbit. En definitiva, és indispensable detallar la morfologia i la geografia de l'àmbit i tenir-les en compte a l'hora de fer qualsevol anàlisi.
Al seu torn, cal fer un recompte de les infraestructures de què disposa la regió: aeroports, ports, ferrocarrils, autopistes i carreteres, vials urbans, etc. De tots ells convé fer una breu descripció de les seves característiques i localització.
Per completar la informació a obtenir en aquest epígraf, cal indicar que també cal conèixer la composició urbanística de l'àmbit, ja estigui format per un municipi o per diversos. Descriure la situació urbanística, els tipus de carrers i la disposició d'aquests, els accessos, la densitat de cada zona, etc., ajudarà a tenir una perspectiva completa de les característiques del transport, així com les àrees funcionals (comercial, residencial, terciari, superior, industrial)
Les previsions a curt i mitjà termini del desenvolupament urbanístic produeixen impactes sobre la demanda. Per això és molt convenient tenir estudiades les properes actuacions en el planejament urbà i sobretot, com poden afectar la demanda de transport tant a curt com a llarg termini. I és que qualsevol modificació en l'estructura urbana establerta, per lleu que sembli, pot produir un canvi radical en el comportament i els hàbits dels desplaçaments a la regió. Els plans generals d'ordenació urbana (PGOU) o les Normes subsidiàries són les fonts habituals, tot i que de vegades poden estar obsoletes, de manera que el contacte amb les responsables municipals o regionals sol ser fonamental.
L'anàlisi del model urbanístic-territorial ha d'apartar qüestions bàsiques per al desenvolupament d'un sistema de transports com:
- Rangs de sistemes de ciutats i nuclis.
- Funcionalitats i tipologies.
- Dependències.
- Sostres de planejament.
- Grau i velocitats d'execució.
- Altres

 Equipaments 
Considerant els serveis destinats a prestar atenció al públic es poden considerar com a zones potencials atractives de viatges les que contenen:
•  Atracció comercial: centres comercials o vies de gran capacitat comercial.
•  Atracció hotelera: es produeix en zones amb concentració d'hotels i hostals.
•  Activitats bancàries: igual que en el punt anterior, els viatges són atrets per l'aglomeració de bancs i caixes.
•  Activitats sanitàries: atrauen una gran quantitat de viatges, ja sigui un hospital o un petit centre de salut.
•  Atracció administrativa i sector terciari general: la multitud de gestions administratives que es realitzen generen desplaçaments.
• Atracció escolar i universitària: és una de les grans en volum. Hi sol haver dues categories: estudis no universitaris que es troben dispersos pel territori i els universitaris, generalment concentrats.
 Anàlisi socioeconòmics i demogràfics 
Per a l'anàlisi socioeconòmic, les dades necessàries provenen d'enquestes domiciliàries, butlletins demogràfics i anàlisi del mateix tipus, previs a què es desenvolupi. Aquesta informació tracta de formar una idea de les característiques de la població, de la distribució i qualitats de l'ocupació, les particularitats de l'educació i els nivells de motorització a la zona estudiada i l'evolució de tots aquests factors. Aquestes dades són molt bàsiques i necessàries per a qualsevol estudi que es vulgui realitzar en l'àmbit considerat:
•  Població: les dades més habituals per fer un estudi de transport són el nombre d'habitants i la seva distribució. Una altra dada important és la densitat. A més d'aquestes dades bàsiques, també és convenient cercar els que ens permetin observar l'evolució de la població, tant en l'àmbit d'estudi com en les poblacions confrontants.
•  Ocupació: l'ocupació existent en un territori determina el nombre de viatges realitzats amb motiu treball en aquest. Concretament, s'ha d'analitzar el nombre de llocs de treball a cada zona de transport, així com el nombre d'empleats. Així, es poden assenyalar les zones clarament atractives per ocupació i les que, per contra, són zones d'una alt volum de factor de treball resident. La millor font per a aquesta informació, que ja és una tradició a Espanya, les enquestes domiciliàries de transport.
•  Estudis: el nombre de places escolars i universitàries així com la població dels intervals d'edat més baixos són factors clau per poder determinar quines zones són les que, potencialment, poden generar i atraure viatges amb motiu dels estudis. S'observa el nombre de places d'estudis i el nombre d'estudiants residents a cada zona i amb ells s'estableix la ràtio places/estudiants, que permetrà la comparació entre unes zones i altres.
•  Motorització: la motorització influeix en la manera en què es realitzi un viatge més que en la determinació del nombre total de viatges. Però, si s'interpreta la motorització com un indicador de la renda de la zona analitzada, també podria explicar el nombre total de viatges.